# Richie Ren
Richie Ren Xian Qi (cinese tradizionale: 任賢齊; cinese semplificato: 任贤齐; pinyin: Rèn Xián Qí; Taiwan, 23 giugno 1966) è un cantante e attore taiwanese.
È particolarmente popolare nelle regioni asiatiche di lingua cinese.
A luglio del 2007, si è esibito alla Gran Convenzione dei sunrider ad Hong Kong.

## Filmografia

### Cinema
- Guan bing zhuo qiang dao, regia di Teng Chou (1991)

- Xiang fei: Ao kong shen ying, regia di Ao-Hsin Chin (1993)
- Bao gao ban zhang 3, regia di Ao-Hsin Chin (1994)
- In fuga per Hong Kong (Boh lei chun), regia di Vincent Kok (1999)
- Mei li xin shi jie, regia di Runjiu Shi (1999)
- Xing yuan, regia di Jingle Ma (1999)
- Ha yat dik mo mo cha, regia di Jingle Ma (2000)
- Ga goh yau chin yan, regia di Vincent Kok (2002)
- Hiu sam seung oi, regia di Gam Chuen Law (2002)
- Luk lau hau joh, regia di Barbara Wong Chun-Chun (2003)
- Chuet chung ho nam yun, regia di Jing Wong (2003)
- Silver Hawk (Fei Ying), regia di Jingle Ma (2004)
- Faa ho yuet yuen, regia di Kam-Hung Yip (2004)
- Venti trenta quaranta - L'età delle donne (Er shi san shi si shi), regia di Sylvia Chang (2004)
- Sang sei chok dai, regia di Blackie Shou-Liang Ko (2004)
- Breaking News (Dai si gin), regia di Johnnie To (2004)
- Han cheng gong lüe, regia di Jingle Ma (2005)
- Tin sang yat dui, regia di Wing-Cheong Law (2006)
- Exiled (Fong juk), regia di Johnnie To (2006)
- Sang yat fai lok, regia di Jingle Ma (2007)
- He yue qing ren, regia di Alfred Cheung (2007)
- Dai sau cha ji lui, regia di Felix Chong e Alan Mak (2008)
- The Sniper (San cheung sau), regia di Dante Lam (2009)
- Accident (Yi ngoi), regia di Pou-Soi Cheang (2009)
- Fire of Conscience (Foh lung), regia di Dante Lam (2010)
- Tang Bohu dian Qiuxiang 2 zhi Si Da Caizi, regia di Lik-Chi Lee (2010)
- Long feng dian, regia di Shu-Kai Chung (2010)
- Bou ying, regia di Wing-Cheong Law (2011)
- Life Without Principle (Duo ming jin), regia di Johnnie To (2011)
- Yang men nu jiang zhi jun ling ru shan, regia di Frankie Chan (2011)
- Qing cheng zhi lei, regia di Barbara Wong Chun-Chun (2011)
- Shuang cheng ji zhong ji, regia di Anzi Pan (2012)
- Ming tian ji de ai shang wo, regia di Arvin Chen (2013)
- Da xi lin men, regia di Chao-Liang Huang (2015)
- 5 yue yi hao, regia di Ko-Tai Chou (2015)
- Luo pao ba ai qing, regia di Richie Jen e Ande Luo (2015)
- Chu tai chiu fung, regia di Jevons Au, Frank Hui e Vicky Wong (2016)
- Chen mo de zheng ren, regia di Renny Harlin (2019)
- Hua jiao zhi wei, regia di Heiward Mak (2019)
- Blade Breaking Ice, regia di Danny Pang (2019)
- Sai wun tin tyun, regia di Sek-Yin Shum (2021)
- Bin yun haang ze, regia di Ming-Sing Wong (2022)
- Tales from the Occult, regia di Fruit Chan, Chi-Keung Fung e Wesley Hoi Ip Sang (2022)
- Fierce Cop a.k.a Lie Tan, regia di Tai-lee Chan (2022)

## Serie televisive
- New Adventures of Chor Lau Heung (2001)
- State of Divinity (2000)
- Shen diao xia lu (The Return of the Condor Heroes) (1998)
- Taipei Love Story (1996)
- Dreams Awakening (1994)
- Master Huang (1994)
- Huang Fei Hong (1994)
- Unforgettable (1992)

## Album
- 01-06-1990 Ask Again (再問一次)
- 01-01-1991 Cold & Tender (冷漠與温柔)
- 01-06-1991 Fly To My Own Sky (飛向自己的天空)
- 01-06-1996 I Feel Good! (依靠)
- 01-12-1996 Heart Too Soft (心太軟)
- 01-12-1997 Hurt Badly (很受傷)
- 01-08-1998 Love Like Pacific Ocean (愛像太平洋)
- 01-09-1998 Dui Mian De Nü Hai Kan Guo Lai (對面的女孩看過來)
- 01-06-1999 Series Compilation & New Songs (認真精選輯)
- 01-08-1999 Care (著緊)
- 07-01-2000 Desperate With Love (為愛走天涯)
- 01-08-2000 Wanderer (流浪漢)
- 05-12-2000 Angels Brothers Players (天使兄弟小白臉)
- 14-09-2001 A Flying Bird (飛鳥)
- 06-02-2002 I'm A Rich Man (我是有錢人)
- 01-09-2002 One Richie (一個任賢齊)
- 15-04-2003 A Wonderful Man (男人真幸福)
- 25-03-2004 The Years Of Richie (情義)
- 01-01-2005 So Far So Close (兩極)
- 27-02-2006 Old Place (老地方)
- 26-04-2007 If Life's Goin' Without You (如果沒有你)
- 27-04-2009 Qi Dai R.S.V.P (齊待R.S.V.P)
- 28-05-2010 Music Traveller (音樂旅行者)
- 02-12-2011 Daredevil Spirit (不信邪)